# Roberto Gleria
Roberto Gleria (Cabramatta, 15 ottobre 1968) è un ex nuotatore italiano.
Nato in Australia da genitori italiani, specializzato nelle gare brevi di stile libero, ha gareggiato per l'Australia fino al 1986, vincendo 2 medaglie d'oro ai Giochi del Commonwealth.
Per l'Italia ha partecipato alle Olimpiadi di Seoul 1988, arrivando 9º nei 200 m sl e alle Olimpiadi di Barcellona 1992, arrivando 15º nei 100 m sl.

## Palmarès

### Per l'Australia
| Campionati mondiali     | 200 m st. libero       | 4×200 m st. libero             |
| 1986 Madrid Spagna      | 1º in finale B 1'50"62 | 4º - 7'22"57 frazione: 1'51"38 |
| Giochi del Commonwealth | 200 m st. libero       | 4×200 m st. libero             |
| 1986 Edimburgo Scozia   | Oro 1'50"57            | Oro: 7'23"49 :                 |

### Per l'Italia
| Giochi olimpici          | 100 m st. libero      | 200 m st. libero       | 400 m st. libero        | 4×100 m st. libero            | 4×200 m st. libero                 | 4×100 m mista                 |
| 1988 Seul Corea del Sud  | 18º in batteria 50"97 | 1º in finale B 1'49"28 | 19º in batteria 3'56"33 | 8º - 3'22"93 frazione: 50"51  | 5º - 7'16"00 frazione: 1'49"23     | 15º - 3'52"06 frazione: 50"54 |
| 1992 Barcellona Spagna   | 7º in finale B 50"81  | 9º in batteria 1'49"19 | ---                     | 10º - 3'23"43 frazione: 50"82 | 5º - 7'18"10 frazione: 1'49"29     | ---                           |
| Campionati mondiali      | 100 m st. libero      | 200 m st. libero       | ---                     | ---                           | 4×200 m st. libero                 | ---                           |
| 1991 Perth Australia     | 2º in finale B 50"47  | 3º in finale B 1'50"13 | ---                     | ---                           | Bronzo: 7'17"18 frazione: 1'49"70  | ---                           |
| Campionati europei       | 100 m st. libero      | 200 m st. libero       | ---                     | 4×100 m st. libero            | 4×200 m st. libero                 | ---                           |
| 1989 Bonn Germania Ovest | 6º 50"46              | 4º 1'48"37             | ---                     | 6º - 3'21"37 frazione: 50"58  | Oro: 7'15"39 frazione: 1'47"91     | ---                           |
| 1991 Atene Grecia        | ---                   | Bronzo 1'48"74         | ---                     | 4º - 3'20"94 frazione: 50"06  | Argento: 7'18"30 frazione: 1'48"33 | ---                           |
| Giochi del Mediterraneo  | ---                   | ---                    | ---                     | 4×100 m st. libero            | 4×200 m st. libero                 | ---                           |
| 1991 Atene Grecia        | ---                   | ---                    | ---                     | Argento: 3'26"33 :            | Oro: 7'28"71 :                     | ---                           |

#### Campionati italiani
5 titoli individuali e 14 in staffette, così ripartiti:
- 3 nei 100 m stile libero
- 2 nei 400 m stile libero
- 8 nella staffetta 4×100 m stile libero
- 6 nella staffetta 4×200 m stile libero

| Anno | Edizione    | st.libero 50 m | st.libero 100 m | st.libero 200 m | st.libero 400 m | st.libero 4×100 m | st.libero 4×200 m | mista 4×100 m |
| ---- | ----------- | -------------- | --------------- | --------------- | --------------- | ----------------- | ----------------- | ------------- |
| 1987 | Estivi      | 2              | 2               | 2               | 1               | 1                 | 1                 | -             |
| 1988 | Primaverili | -              | 1               | 2               | 1               | 1                 | 1                 | 2             |
| 1988 | Estivi      | -              | 1               | 3               | -               | 1                 | 1                 | 2             |
| 1989 | Primaverili | -              | 1               | -               | -               | 1                 | 1                 | -             |
| 1989 | Estivi      | -              | -               | -               | -               | 1                 | 1                 | -             |
| 1990 | Primaverili | 3              | 3               | 3               | 3               | -                 | -                 | 2             |
| 1990 | Estivi      | -              | 2               | 3               | -               | 1                 | -                 | 2             |
| 1991 | Primaverili | -              | -               | -               | -               | 1                 | -                 | 3             |
| 1991 | Estivi      | -              | -               | 2               | 2               | 1                 | 1                 | 3             |
| 1992 | Estivi      | -              | 2               | -               | -               | 2                 | -                 | -             |